# Ракотомахаро, Фи Антенаина
Фи Антенаина Ракотомахаро (фр. Fy Antenaina Rakotomaharo, род. 20 сентября 1999) — мадагаскарский шахматист, международный мастер (2017). Чемпион Мадагаскара (2013, 2018), в составе сборной — участник Олимпиады 2014 (3-я доска, +5-2=3).

## Биография
В 2019 году стал победителем зонального Кубка мира в Антананариву, набрав 7,5 из 9. В основном Кубке мира выбыл в первом раунде, проиграв Шахрияру Мамедьярову 0-2.
В 2020 году Ракотомахаро, который учится в университете Париж-Сакле, стал чемпионом Франции среди студентов, набрав 8,5 из 9.